# Los profesionales (historieta)
Los profesionales es una serie de historietas de Carlos Giménez creada en 1983.

## Creación y trayectoria editorial
Los profesionales parte de las anécdotas compartidas por el propio Giménez y compañeros suyos de la agencia Selecciones Ilustradas durante los años sesenta, como José María Beá, Luis García y Pepe González.

## Valoración
Obra maestra de Carlos Giménez y del cómic español, Los profesionales no es sólo un homenaje al oficio de historietista, sino un documento sociológico sobre su época, mucho menos tremendista que Paracuellos.